# Discalma inanis
Discalma inanis är en fjärilsart som beskrevs av Paul Dognin 1922. Discalma inanis ingår i släktet Discalma och familjen mätare. Inga underarter finns listade i Catalogue of Life.